# Pihlalaid
Pihlalaid ist eine unbewohnte Insel, 500 Meter von der größten estnischen Insel Saaremaa entfernt. Die Ostsee-Insel liegt in der Landgemeinde Saaremaa im Kreis Saare. Die 6,46 Hektar große Insel steht unter Naturschutz. Ihr Umfang beträgt ungefähr zwei Kilometer.

## Beschreibung
Pihlalaid liegt im Soela väin (deutsch Sele-Sund), der Meerenge zwischen den beiden größten estnischen Inseln Saaremaa und Hiiumaa.
Pihlalaid liegt 500 Meter vom Fährhafen Soela entfernt. Verwaltungsmäßig gehört die Insel zum Dorf Pammana (deutsch Pammerort).